# 細井保
細井 保（ほそい たもつ、1967年 - ）は、日本の政治学者。政治学博士 (法政大学)。法政大学法学部政治学科教授。

## 略歴
東京都出身。法政大学法学部法律学科を卒業したのち、同大学院社会科学研究科へと進学し、政治学を専攻。
1997年に博士後期を修了し、2006年に法政大学法学部政治学科助教授に就任。翌年、2007年に同大学教授となる。
2010 - 2012年まで日本政治学会の事務局幹事を務めていた。

## 著作等

### 単著
- 『オーストリア政治危機の構造』（法政大学出版局、2001年）
- 『20世紀の思想経験』（法政大学出版局、2013年）

### 共著・共訳
- 『はじめて学ぶ政治学』（ミネルヴァ書房、2008年）
- 『市民社会と立憲主義』（法政大学出版局、2013年）
- 『マックス・ウェーバーの日本——受容史の研究1905-1995』（みすず書房、2013年）

### 論文
- 『近代のアンチノミーと全体主義』（思想、(974)、122、2005年）

## 専門分野
- 人文・社会
- 政治学